# دانشگاه علم و فناوری پوهانگ

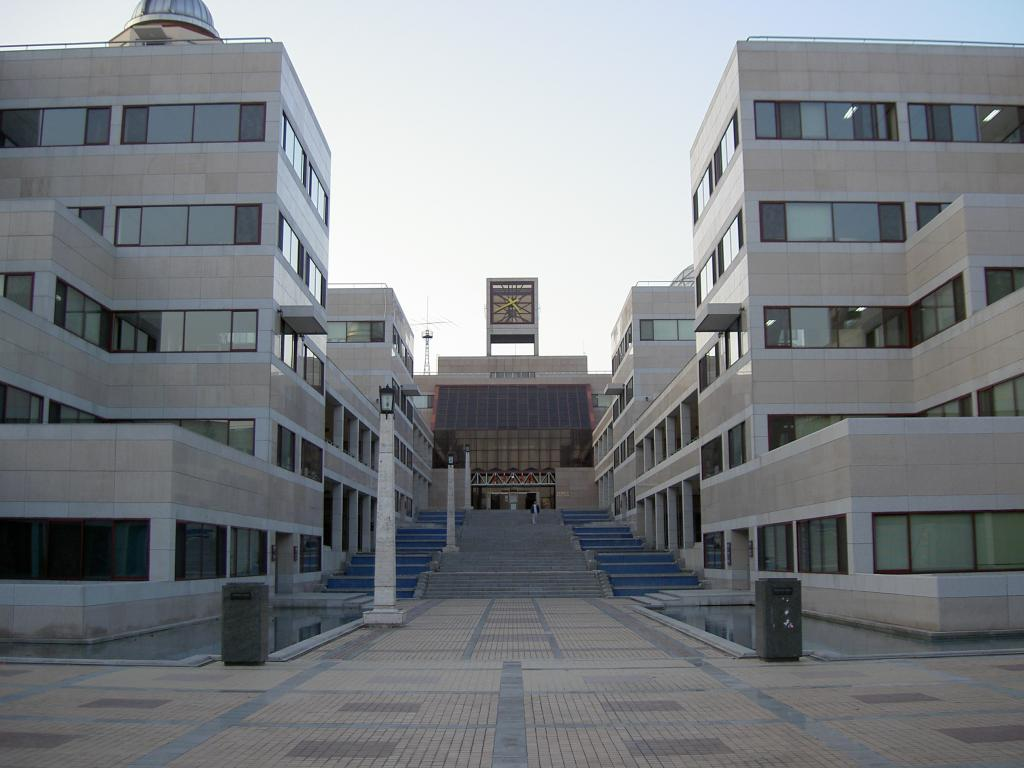
نمایی از دانشگاه.

دانشگاه علم و فناوری پوهانگ یا POSTECH یک دانشگاه خصوصی واقع در شهر پوهانگ کره جنوبی است.
این دانشگاه در سال ۱۹۸۶ بنا شده‌است. در سال تحصیلی ۲۰۱۲-۲۰۱۳ از نظر علمی در بین دانشگاه‌های با عمر کمتر از ۵۰ سال رتبهٔ اول جهان را کسب کرد.

## تاریخچه
دانشگاه علم و فناوری پوهانگ در سال ۱۹۸۶ در پوهانگ کره توسط شرکت پوسکو (POSCO)، یکی از شرکت‌های پیشرو فولاد جهان تأسیس شد، هدف آن ارائه آموزش‌های پیشرفته برای تربیت مهندسان و آماده کردن زمینه برای توسعه فناوری آینده کشور کره است.
این دانشگاه اولین مرکزی بود که به‌طور رسمی در سال 2010 پردیش دانشگاهی دو زبانه خود را تأسیس نمود و برنامه‌های تحصیلی در مقاطع مختلف را به هر دو ربان کره ای و انگلیسی برای دانشجویان فراهم کرد.

## رتبه بندی
در رتبه بندی دانشگاه ی جهان QS در سال ۲۰۲۰ دانشگاه علم و فناوری پوهانگ در رتبه ۸۷ دنیا و چهارم کره جنوبی قرار گرفته است. همچنین بر اساس رتبه بندی موسسه تایمز در سال ۲۰۲۰ این دانشگاه در رتبه ۱۴۶دانشگاه های جهان قرار دارد.

## دانشکده ها
دانشکده های دانشگاه علم و فناوری پوهانگ شامل :
- دانشکده تحصیلات تکمیلی هوش مصنوعی
- دانشکده ریاضیات
- دانشکده مهندسی و علوم مواد
- دانشکده مهندسی صنایع و مدیریت
- دانشکده مهندسی و علوم کامپیوتر